# Yangkam jezik
Yangkam jezik (ISO 639-3: bsx; bashar, basharawa, bashiri, yankam), nigersko-kongoanski jezik kojim se služi još svega oko 100 uglavnom starijih osoba (1996 R. Blench) u nigerijskoj državi Plateau u selima (4): Tukur, Bayar, Pyaksam i Kiram na cesti Amper-Bashar.
Srodan mu je jezik pe [pai] s kojim uz još dva druga jezika čini podskupinu tarokoid. Pripadnici etničke grupe danas uglavnom govore jezikom hausa, ali zadržavaju svoj basharski identitet. Prijeti mu izumiranje.

## Vanjske poveznice
- Ethnologue (14th)
- Ethnologue (15th)